# Veni Creator Spiritus
Veni Creator Spiritus is een kerkelijke pinksterhymne, die vooral in de Katholieke Kerk bij bijzondere gelegenheden ten gehore wordt gebracht.
De tekst is vermoedelijk van de Benedictijner monnik Hrabanus Maurus en wordt meestal in het gregoriaans gezongen, hoewel hij ook als inspiratiebron diende voor andere componisten, zoals in het eerste deel van de Achtste Symfonie van Gustav Mahler, de orgelcompositie Prélude, Adagio et Choral varié sur le thème du Veni creator spiritus van Maurice Duruflé of in het lied Kom, jij beloofde, op muziek van Antoine Oomen en tekst van Huub Oosterhuis.
Binnen de Katholieke Kerk wordt de hymne onder andere vertolkt bij wijdingen van diakens, priesters en bisschoppen. Ook wordt het Veni Creator gezongen als de kardinalen de Sixtijnse Kapel betreden voor een conclaaf om een nieuwe paus te kiezen.

## Tekst
De tekst in het Latijn luidt:
Veni, creator Spiritus
mentes tuorum visita,
imple superna gratia,
quae tu creasti pectora.
Qui diceris Paraclitus,
altissimi donum Dei,
fons vivus, ignis, caritas
et spiritalis unctio
Tu septiformis munere,
digitus paternae dexterae
tu rite promissum Patris
sermone ditans guttura.
Accende lumen sensibus,
infunde amorem cordibus,
infirma nostri corporis,
virtute firmans perpeti.
Hostem repellas longius
pacemque dones protinus,
ductore sic te praevio,
vitemus omne noxium.
Per te sciamus da Patrem,
noscamus atque Filium,
teque utriusque Spiritum
credamus omni tempore.
Deo Patri sit gloria,
et Filio qui a mortuis
Surrexit, ac Paraclito,
in saeculorum saecula.
Amen.

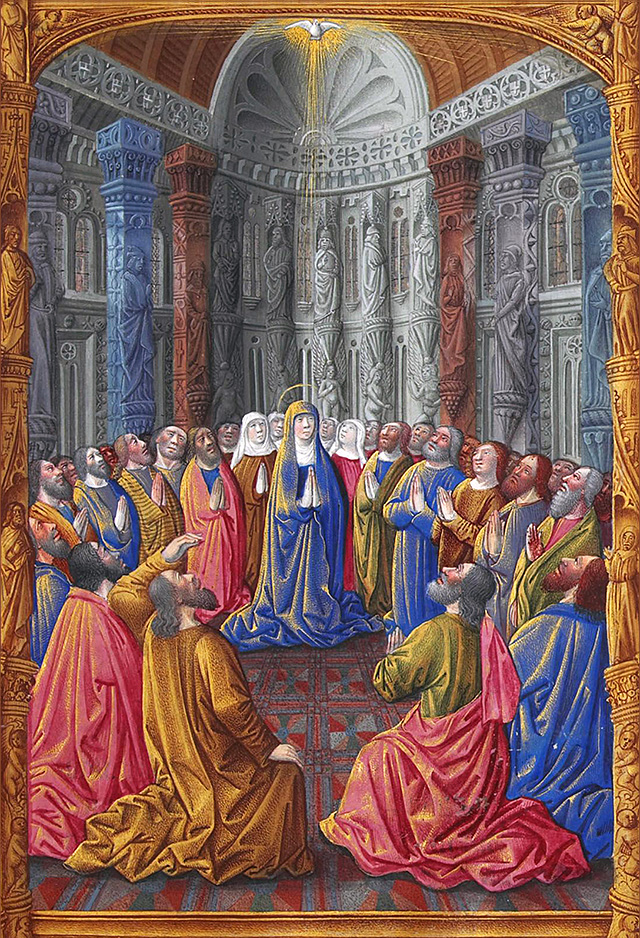
De Heilige Geest daalt neer op de Maagd Maria en de apostelen op de dag van Pinksteren: Miniatuur uit Très Riches Heures du Duc de Berry

De Nederlandse vertaling door J.W. Schulte Nordholt in het Compendium van de Catechismus van de Katholieke Kerk, die zingbaar en berijmd is, luidt:
Kom Schepper, Geest, daal tot ons neer,
houd Gij bij ons uw intocht, Heer;
vervul het hart dat U verbeidt,
met hemelse barmhartigheid.
Gij zijt de gave Gods, Gij zijt
de grote Trooster in de tijd,
de bron waaruit het leven springt,
het liefdevuur dat ons doordringt.
Gij schenkt uw gaven zevenvoud,
O hand die God ten zegen houdt,
O taal waarin wij God verstaan,
wij heffen onze lofzang aan.
Verlicht ons duistere verstand,
geef dat ons hart van liefde brandt,
en dat ons zwakke lichaam leeft
vanuit de kracht die Gij het geeft.
Verlos ons als de vijand woedt,
geef ons de vrede weer voorgoed,
Leid Gij ons voort, opdat geen kwaad,
geen ongeval ons leven schaadt.
Doe ons de Vader en de Zoon
aanschouwen in de hoge troon,
O Geest van beiden uitgegaan,
wij bidden U gelovig aan.
[Aan God de Vader zij de eer
en aan de opgestane Heer
en aan de Geest die troost en leidt
van eeuwigheid tot eeuwigheid.]
Amen